# تشارلز ويلسون (سياسي نيوزلندي)
تشارلز ويلسون (بالإنجليزية: Charles Kendall Wilson)‏ هو سياسي نيوزلندي، ولد في 1862، وتوفي في 1934. انتخب عضو مجلس النواب النيوزيلندي.